# Alchemilla hoppeaniformis
Alchemilla hoppeaniformis é uma espécie de rosácea do gênero Alchemilla, pertencente à família Rosaceae.